# Paulina (album de Paulina Rubio)
Paulina este cel de-al cincilea material discografic de studio al interpretei mexicane Paulina Rubio. Acesta este primul album lansat de artistă după patru ani e pauză și după despărțirea de casa de discuri EMI Music. Discul a fost promovat prin intermediul Universal Music Group, Rubio devenind cunoscută și în Asia și Europa. Paulina a fost lansat în Statele Unite ale Americii pe data de 12 mai 2000. Discul a câștigat locul 156 în Billboard 200 și locul 1 în Billboard Top Latin Albums.
De pe material au fost extrase șapte discuri single, cel mai cunoscut fiind „Y Yo Sigo Aquí”, ce a ocupat locul 1 în peste treizeci de țări din America Latină, Asia și Europa.

## Lista cântecelor
1. „Lo Haré Por Ti”
2. „El Último Adios”
3. „Tal Vez, Quizá”
4. „Y Yo Sigo Aquí”
5. „Sin Aire”
6. „Tan Sola”
7. „Sexi Dance”
8. „Cancún y Yo”
9. „Mírame a Los Ojos”
10. „Yo No Soy Esa Mujer”
11. „Vive el Verano”
12. „Baby Paulina”

## Clasamente
| Clasament                  | Poziția maximă | Referință |
| -------------------------- | -------------- | --------- |
| Mexic Albums Chart         | 1              | [ 4 ]     |
| Billboard 200              | 156            | [ 3 ]     |
| Billboard Latin Pop Albums | 1              | [ 3 ]     |
| Billboard Top Latin Albums | 1              | [ 3 ]     |